# Élisabeth Filhol
Œuvres principales
La Centrale
Élisabeth Filhol, née le 1er mai 1965 à Mende (Lozère), est une écrivaine française. Elle est lauréate du prix France Culture-Télérama 2010. 

## Biographie

### Enfance et formation
Élisabeth Filhol grandit et fait sa scolarité à La Rochelle[réf. nécessaire]. 
Son père est dessinateur industriel de formation, devenu responsable d'un atelier de fonderie, puis enseignant dans un lycée technique.
Elle suit également une formation scientifique. Elle passe un baccalauréat scientifique, et poursuit en classe préparatoire au lycée Saint-Louis à Paris, avant de s'orienter vers des études de gestion[réf. nécessaire]. Elle est diplômée du Master Finance d'entreprise de l'université Paris-Dauphine. 

### Carrière
Elle travaille d'abord en audit, puis en gestion de trésorerie, principalement en milieu industriel, et plus tard dans le conseil aux comités d'entreprise,. 
Parallèlement, elle écrit depuis sa jeunesse. Elle termine deux manuscrits refusés par les éditeurs ; le deuxième recevra les encouragements d'Irène Lindon, des Editions de minuit, et de Paul Otchakovsky-Laurens, des Editions P.O.L, son futur éditeur.  
Son premier roman, La Centrale, s'attache aux conditions de travail des salariés intérimaires de l'industrie nucléaire. Élisabeth Filhol ne connait pas le milieu nucléaire mais le sujet l'interpelle en 1986 après la catastrophe nucléaire de Tchernobyl puis vingt ans plus tard avec le suicide de trois employés de la centrale de Chinon,. Pour ce roman, elle reçoit, en 2010, le prix France Culture-Télérama,.
Bois II, publié en 2014, est le récit de salariés qui, pour sauver leur emploi, séquestrent leur employeur, dans une usine située dans l'ouest de la France. « Le résultat est une littérature documentaire d’une rare précision, où les faits s’enchaînent et les êtres se débattent dans une histoire qui s’accélère. C'est aussi un roman noir porté par une écriture blanche, à la fois souple et rythmée, qui sait rendre leur dignité à ceux dont elle parle » écrit Grégoire Leménager dans le Nouvel Obs.  
Doggerland, publié en 2018, est le récit de la rencontre de deux personnes, une archéologue et un cadre de l'industrie pétrolière, lors de la tempête Xaver en Europe du Nord,. Le livre explore les risques liés aux avancées techniques et technologiques dans le monde du travail et plus généralement sur la nature,: « Articulant temps et lieux, déployant une temporalité immense depuis le huis clos de la tempête Xaver de décembre 2013, Elisabeth Filhol construit un roman organique, sidérant d’acuité et de poésie brute, sur l’état du monde et notre occupation des sols. » peut-on lire sur le site Diacritik. Le livre est finaliste du prix du Roman d'écologie 2020.

### Vie privée
Elle vit à Angers.

## Œuvres
- La Centrale, Éditions P.O.L, 2010, 142 p. (ISBN 978-2-84682-342-5)
- Bois II, Éditions P.O.L, 2014, 272 p.  (ISBN 978-2-8180-2045-6).
- Doggerland, Éditions P.O.L, 2019  (ISBN 978-2-8180-4625-8).
- Sister-ship, Éditions P.O.L, 2024  (ISBN 978-2-8180-6163-3).